# 大森優江
大森 優江（おおもり まさえ、1965年（昭和40年）4月2日 - ）は、日本の作家、小説家、講演家、実業家、作曲家である。千葉県勝浦市出身。
自身の体験をもとにした代表作、「おやじ、頼む死んでくれ」で作家デビュー。酒乱の父親に翻弄される家族と自身の葛藤を赤裸々に綴った内容が高く評価され、各地から依頼が多く寄せられ講演活動も行うようになった。同じような悩みを持つ人や家族問題、不登校問題のため、講演活動を続けながら、地元地域発展にも尽力する傍ら、東南アジアの恵まれない子ども達の支援にも活動範囲を広げている。
文芸社著者紹介ページには、
```
偶然のきっかけから海に向かって大きな窓が開けた家に住んだところ、仕事に活用する一方、友人や子どもの友だち、その仲間など、不思議に人が集まるスペースになる。そんなつながりの中で依頼され、不登校や、社会・友だち・家族の問題に苦しむ子どもたちに手を差し伸べる活動をするようになる。
```

と、記載されている。

## 経歴
- 1965年4月2日 千葉県勝浦市で生誕。
- 2009年2月15日 著者『おやじ、頼む死んでくれ』が 文芸社より初版刊行。
- 2016年 アルソアぼんど〜る（千葉県鴨川市）開業。
- 2018年10月 タイ王国テレビ旅行番組『Tadaima』のロケーション撮影に尽力。
- 2019年10月 アジアの子供を支える会を発足。

## 著者についての詳細
- 高校時代に劇団ひまわり合格
- 東京モデル学院在学中にジョーン・シェパード のディナーショーに出演
- 木曜おもしろバラエティ出演
- 千葉県鴨川市のアルソアぼんど〜るのオーナー
- 一男二女の母
- 著書「おやじ、頼む死んでくれ（文芸社）」を題材にした講演活動を現在も精力的に行っている。
- アジアの子供達を支える会代表
- 千葉県勝浦市興津の細尾トンネル（国道128号）の看板を揮毫
- 両親は千葉県勝浦市で民宿大吉を経営

## 作品

### 小説
- おやじ、頼む死んでくれ（文芸社）2009年